# Prix du roman d'aventures
 (août 2023).
Si vous disposez d'ouvrages ou d'articles de référence ou si vous connaissez des sites web de qualité traitant du thème abordé ici, merci de compléter l'article en donnant les références utiles à sa vérifiabilité et en les liant à la section « Notes et références ».
Le prix du roman d'aventures est un prix littéraire décerné chaque année par la Librairie des Champs-Élysées, puis par les Éditions du Masque à un roman policier français ou étranger. Créé en 1930 par Albert Pigasse, le fondateur de la collection Le Masque, le prix vise dans un premier temps à stimuler la production française de romans policiers à l'époque presque inexistante. Le prix est décerné à l'origine sur manuscrit avant de devenir un prix d'éditeur à la fin des années soixante.

## Liste des lauréats

### Années 1930
- 1930 : Le Testament de Basil Crookes - Pierre Véry
- 1931 : Six hommes morts - Stanislas-André Steeman
- 1932 : L'Horrible mort de Miss Gildchrist - Jean-Toussaint Samat
- 1933 : L'Étrange Volonté de professeur Lorrain - Simone d'Érigny
- 1934 : Le Poisson chinois - Jean Bommart
- 1935 : La Bête aux sept manteaux - Pierre-André Fernic
- 1936 : Week-end au Touquet - Yves Dartois
- 1937 : Terre d'angoisse - Pierre Nord
- 1938 : Le Repos de Bacchus - Pierre Boileau
- 1939 : Le Roi des sables - Pierre Apestéguy

### Années 1940
- 1946 : Les Équipages de Peter Hill - René Guillot
- 1947 : La Meute de minuit - Armand Ziwès & Erik J. Certön
- 1948 : La Mort est du voyage - Thomas Narcejac
- 1949 : Jeux de plomb - Henri David

### Années 1950
- 1950 : Souvenance pleurait - Yves Dermèze
- 1951 : Vous qui n'avez jamais été tués - Olivier Séchan & Igor B. Maslowski
- 1952 : Qui est à l'appareil ? - Jean Kéry
- 1953 : Le Boiteux du pont Guillian - Ray Lasuye
- 1954 : Réactions en chaîne - Maurice Bastide
- 1954 : L'Inconnu des îles - Maurice-Charles Renard
- 1955 : Ricochets - Émile Pagès
- 1956 : Voir Londres et mourir - Paul Alexandre & Maurice Roland
- 1957 : L'Assassin est en retard - Jacques Chabannes
- 1958 : Vous souvenez-vous de Paco ? - Charles Exbrayat
- 1959 : L'assassin est dans le couvent - Jacques Ouvard

### Années 1960
- 1960 : Crimes sur ondes courtes - Robert Bruyez
- 1961 : Le Couloir de la mort - André Benzimra
- 1962 : Cette mort tant désirée - Pierre Caillet
- 1963 : Agnès et les Vilains Messieurs - Pierre Jardin
- 1964 : Le Mort du lac - Henry Lapierre
- 1965 : Il faut mourir à point - André Picot
- 1966 : Tapis vert et tentures noires - Jean Marcillac
- 1967 : Le Provocateur - Maurice Ellabert
- 1968 : Un pauvre type - Raymond Blanc
- 1969 : Un printemps finlandais - Mauri Sariola

### Années 1970
- 1970 : La Morte du Causse Noir - Denis Lacombe
- 1971 : Secrets de famille - André Saint-Briac
- 1972 : Marchand de fumée - Jean Bonnefond
- 1973 : Requiem pour une rose - Max Nicet
- 1974 : Trois cœurs contrés - Claude Marais
- 1975 : La Mauvaise Part - Hélène de Monaghan
- 1976 : Un amour d'araignée - Loup Durand
- 1977 : Les Vendredis de la Part-Dieu - Gilbert Picard
- 1978 : Voir Beaubourg et mourir - Paul Kinnet
- 1979 : Des clients pour l'enfer - Pierre Salva

### Années 1980
- 1980 : Le Vieux Monsieur aux chiens - Michel Guibert
- 1981 : À cloche-cœur - Catherine Arley
- 1982 : Le Maître de la lande - Ruth Rendell
- 1983 : Claire... et ses ombres - June Thomson
- 1984 : Le Témoin est à la noce - Alexandre Terrel
- 1985 : L'Île aux muettes - Bachellerie
- 1986 : Les Sœurs du nord - Michel Grisolia
- 1987 : Le Médium a perdu ses esprits - Peter Lovesey
- 1988 : Le Brouillard rouge - Paul Halter
- 1989 : La Promesse de l'ombre - Shizuko Natsuki

### Années 1990
- 1990 : Le Flic qui venait du froid - Stuart M. Kaminsky
- 1991 : Un amour d'enfant - Reginald Hill
- 1992 : Postmortem - Patricia Cornwell
- 1993 : L'Été de cristal - Philip Kerr
- 1994 : Le Chien de minuit - Serge Brussolo
- 1995 : Suspect numéro un - Lynda La Plante
- 1996 : Escapade - Walter Satterthwait
- 1997 : Le Feu du ciel - Nevada Barr
- 1998 : Mauvais Signes - Val McDermid
- 1999 : Portrait de l'artiste en assassin - Florence Bouhier

### Années 2000
- 2000 : Un chemin solitaire - Penny Mickelbury
- 2001 : L'Œil derrière l'épaule - Jean-Pierre Andrevon
- 2002 : La Mort en prime time - Jean-Luc Bizien
- 2003 : La Petite fille, le coyote et la mort - Bertrand Puard
- 2004 : La Mort à la dent-de-lion - Rebecca Rothenberg
- 2005 : Délits d'initiés - Stephen Frey
- 2006 : Traquée par son passé - Greg Rucka
- 2007 : Bistouri blues - Philippe Kleinmann, Sigolène Vinson
- 2008 : L'Inconnue du musée de l'Homme - Jacques Milliez
- 2009 : Tremblement de terre : Istanbul, 17 août 1999 - Larif Marsik

### Années 2010
- 2010 : Deux mille kilomètres avec une balle dans le cœur - David Agrech
- 2011 : L'aiglon ne manque pas d'aire - Patrick Weber
- 2012 : Sur un lit de fleurs blanches - Patricia Parry
- 2013 : Meurtres à la romaine - C. M. Veaute
- 2014 : Les Fauves d'Odessa - Charles Haquet
- 2015 : Toxic Phnom Penh - Mathias Bernardi
- 2016 : Caatinga - Patrick Tringale
- 2017 : Fouta Street - Laurence Gavron
- 2018 : La Porte d'ivoire - Serge Brussolo
- 2019 : Dans l’œil de Jaya - Jean Ely Chab

### Années 2020
- 2020 : Minuit dans le jardin du manoir - Jean-Christophe Portes
- 2021 : Juste une intuition - Cyrille Legendre
- 2022 : Cette nuit la falaise sautera - J. Numède
- 2023 : Cinq Jours de bonté - Claude Orval
- 2024 : Dehors tu vas avoir si froid - Gabriel Katz